# Алей (річка)
Але́й (рос. Алей) — річка в Казахстані і Росії, ліва притока Обі, тече у Східноказахстанській області і Алтайському краї.

## Фізіографія
Алей починається у Шемонаїхинському районі на півночі Східноказахстанської області як Булочний Алей, але по території Казахстану тече лише близько 5 км, після чого перетинає російсько-казахстанський кордон і опиняється у Третьяковському районі Алтайського краю. Тут він зливається з правою притокою Східним Алеєм, утворюючи власне Алей. У верхів'ях Алей тече у гірській місцевості, приймаючи води численних приток і часто змінюючи напрямок, переважно на захід і північний захід. Незадовго до села Локоть він повертає на північ, а після Рубцовська — на північний схід, зберігаючи цей напрямок до самого злиття з Об'ю. Алей впадає в Об біля села Староалейка Топчихинського району Алтайського краю. У гирлі русло Алею має 70 м завширшки і глибину до 1,5 м.
У верхів'ях Алей — типова гірська річка (протягом приблизно 140 км). Рівнинного характеру він остаточно набуває нижче Локтя; його плин уповільнюється, русло становиться більш звивистим, подекуди розгалужуючись на рукави. Середня і нижня течія пролягають по степам Приобського плато. Басейн Алею вузький і витягнутий, затиснений справа басейном Чариша, зліва — басейном притоки Іртиша Уби у верхній течії, безстічним басейном солоних озер Кулундинської рівнини у середній і басейном притоки Обі Барнаулки у нижній течії; внаслідок цього притоки Алею, хоча і численні, але короткі; більшість їх зливається з Алеєм у верхів'ях вище села Локоть.

## Гідрологія
Алей — найкрупніша притока Обі на рівнинній частині Алтайського краю; він довше за Бію і Катунь, але значно поступається їм багатоводністю. Довжина річки 858 км, площа басейну 21 100 км². Живлення снігове (у верхів'ях) і дощове. Середньорічний стік, виміряний за 46 км від гирла біля села Хабазіно, становить 33,98 м³/с; мінімум спостерігається у лютому (3,5 м³/с), максимум — у травні (144 м³/с). Алей замерзає у листопаді, скресає у квітні. Води Алея дуже каламутні; каламутність підвищується ще більше під час весняної повені. Річковий стік регулюється Гілевським водосховищем у верхів'ях, підпірними греблями у Веселоярську і Рубцовську, а також Склюїхинським водосховищем з примусовим наповненням (біля Рубцовська).

## Інфраструктура
Долини Алея і його приток густо населені. Найзначніші населені пункти на річці: Староалейське, Покровське, Веселоярськ, Рубцовськ, Поспєлиха, Шипуново, Алейськ, Красноярка; на його притоках — міста Змєїногорськ і Горняк. Алей тече через Третьяковський, Локтевський, Рубцовський, Поспєлихинський, Шипуновський, Алейський і Топчихинський райони Алтайського краю.
Води Алея використовуються для зрошення. Річка несудноплавна.
Залізниця Барнаул — Семипалатинськ (частина Турксибу) і федеральна автодорога А349 на ділянці від Алейська до Веселоярська проходять удовж долини Алея по його лівому берегу.